# Natació als Jocs Europeus de 2015
Les proves de Natació als Jocs Europeus estan programades per disputar-se del 23 al 27 de juny de 2015 al Baku Aquatics Center.
En un primer moment la natació no anava a formar part dels jocs, però en negociacions posteriors es va acordar la participació dels nedadors júniors, és a dir, homes menors de 18 anys i dones menors de 16 anys.

## Medallistes

### Masculí
| Event           | Or                                                                                 | Or          | Plata                                                                          | Plata    | Bronze                                                                                 | Bronze   |
| 50 m lliures    | Ziv Kalontorov Israel                                                              | 22.16       | Giovanni Izzo Itàlia                                                           | 22.51    | Aleksei Brianskii Rússia                                                               | 22.69    |
| 100 m lliures   | Duncan Scott Regne Unit                                                            | 49.43       | Alessandro Miressi Itàlia                                                      | 50.03    | Vladislav Kozlov Rússia                                                                | 50.11    |
| 200 m lliures   | Duncan Scott Regne Unit                                                            | 1:48.55     | Cameron Kurle Regne Unit                                                       | 1:48.92  | Elisei Stepanov Rússia                                                                 | 1:49.64  |
| 400 m lliures   | Paul Hentschel Alemanya                                                            | 3:52.43     | Dimitrios Dimitriou Grècia                                                     | 3:52.57  | Ernest Maksumov Rússia                                                                 | 3:52.65  |
| 800 m lliures   | Nicolas D'Oriano França                                                            | 7:59.87     | Marcus Rodriguez Mesa Espanya                                                  | 8:01.73  | Henning Muehlleitner Alemanya                                                          | 8:04.33  |
| 1500 m lliures  | Nicolas D'Oriano França                                                            | 15:13.31    | Ernest Maksumov Rússia                                                         | 15:13.90 | Marc Hinawi Israel                                                                     | 15:25.63 |
| 50 m esquena    | Filipp Shopin Rússia                                                               | 25.40       | Marek Ulrich Alemanya                                                          | 25.44    | Andrii Khlopsov Ucraïna                                                                | 25.71    |
| 100 m esquena   | Luke Greenbank Regne Unit                                                          | 54.76       | Filipp Shopin Rússia                                                           | 54.81    | Marek Ulrich Alemanya                                                                  | 55.35    |
| 200 m esquena   | Luke Greenbank Regne Unit                                                          | 1:56.89 WJR | Mikita Tsymyh Belarús                                                          | 1:59.46  | Roman Larin Rússia                                                                     | 1:59.60  |
| 50 m braça      | Andrius Sidlaukas Lituània                                                         | 27.81       | Nikola Obravac Croàcia                                                         | 27.89    | Tobias Bjerg Dinamarca                                                                 | 28.04    |
| 100 m braça     | Anton Chupkov Rússia                                                               | 1:00.65 WJR | Andrius Sidlaukas Lituània                                                     | 1:01.42  | Charlie Attwood Regne Unit                                                             | 1:01.71  |
| 200 m braça     | Anton Chupkov Rússia                                                               | 2:10.85     | Kirill Mordashev Rússia                                                        | 2:12.94  | Luke Davies Regne Unit                                                                 | 2:13.45  |
| 50 m papallona  | Andrii Khloptsov Ucraïna                                                           | 23.92       | Pawel Sendyk Polònia                                                           | 23.97    | Daniil Pakhomov Rússia                                                                 | 24.02    |
| 100 m papallona | Daniil Pakhomov Rússia                                                             | 52.72       | Alberto Lozano Mateos Espanya                                                  | 52.78    | Daniil Antipov Rússia                                                                  | 53.36    |
| 200 m papallona | Daniil Pakhomov Rússia                                                             | 1:57.04     | Gianco Carini Itàlia                                                           | 1:57.46  | Matthias Marsau França                                                                 | 1:58.96  |
| 200 m estils    | Steffan Sebastian Àustria                                                          | 2:01.39     | Jarvis Parkinson Regne Unit                                                    | 2:01.94  | Martyn Walton Regne Unit                                                               | 2:02.24  |
| 400 m estils    | Nikolay Sokolov Rússia                                                             | 4:19.44     | Igor Balyberdin Rússia                                                         | 4:20.80  | Karol Zbutowicz Polònia                                                                | 4:22.22  |
| 4x100 lliures   | Regne Unit · Duncan Scott · Martyn Walton · Daniel Speers · Cameron Kurle          | 3:19.38     | Itàlia · Alessandro Miressi · Giovanni Izzo · Ivano Vendrame · Alessandro Bori | 3:20.19  | Rússia · Vladislav Kozlov · Aleksei Brianskii · Elisei Stepanov · Igor Shadrin         | 3:20.22  |
| 4x200 lliures   | Rússia · Aleksandr Prokofev · Nikolay Snegirev · Ernest Maksumov · Elisei Stepanov | 7:16.08     | Regne Unit · Duncan Scott · Martyn Walton · Kyle Chisholm · Cameron Kurle      | 7:19.36  | Alemanya · Paul Hentschel · Henning Muehlleitner · Konstantin Walter · Moritz Brandt   | 7:20.77  |
| 4x100 estils    | Rússia · Filipp Shopin · Anton Chupkov · Daniil Pakhomov · Vladislav Kozlov        | 3:36.38 WJR | Regne Unit · Luke Greenbank · Charlie Attwood · Duncan Scott · Martyn Walton   | 3:39.01  | Polònia · Jakub Daniel Skierka · Jacek Janusz Arentewicz · Michal Chudy · Pawel Sendyk | 3:39.31  |

### Femení
| Event           | Or                                                                                            | Or          | Plata                                                                                           | Plata    | Bronze                                                                                | Bronze     |
| 50 m lliures    | Mariia Kameneva Rússia                                                                        | 25.23       | Marrit Steenbergen Països Baixos                                                                | 25.27    | Julie Jensen Dinamarca                                                                | 25.41      |
| 100 m lliures   | Marrit Steenbergen Països Baixos                                                              | 53.97       | Arina Openysheva Rússia                                                                         | 54.45    | Mariia Kameneva Rússia                                                                | 55.19      |
| 200 m lliures   | Arina Openysheva Rússia                                                                       | 1:58.22     | Marrit Steenbergen Països Baixos                                                                | 1:58.99  | Leonie Kollmann Alemanya                                                              | 1:59.77    |
| 400 m lliures   | Arina Openysheva Rússia                                                                       | 4:08.91     | Leonie Kullmann Alemanya                                                                        | 4:12.16  | Anastasiia Kirpichnikova Rússia                                                       | 4:13.13    |
| 800 m lliures   | Holly Hibbott Regne Unit                                                                      | 8:39.02     | Anastasiia Kirpichnikova Rússia                                                                 | 8:39.73  | Marina Castro Atalaya Espanya                                                         | 8:45.51    |
| 1500 m lliures  | Sveva Schiazzano Itàlia                                                                       | 16:40.17    | Janka Juhász Hongria                                                                            | 16:40.39 | Marina Castro Atalaya Espanya                                                         | 16:46.16   |
| 50 m esquena    | Caroline Pilhatsch Àustria                                                                    | 28.60       | Pauline Mahieu França                                                                           | 28.70    | Mariia Kameneva Rússia                                                                | 28.77      |
| 100 m esquena   | Polina Egorova Rússia                                                                         | 1:01.19     | Mariia Kameneva Rússia                                                                          | 1:01.23  | Pauline Mahieu França                                                                 | 1:01.34    |
| 200 m esquena   | Polina Egorova Rússia                                                                         | 2:11.23     | Maxime Wolters Alemanya                                                                         | 2:11.38  | Maryna Kolesynkova Ucraïna                                                            | 2:11.91    |
| 50 m braça      | Maria Astashkina Rússia                                                                       | 31.58       | Laura Kelsch Alemanya                                                                           | 31.87    | Nolwenn Herve França                                                                  | 32.08      |
| 100 m braça     | Maria Astashkina Rússia                                                                       | 1:07.71     | Giuila Verona Itàlia                                                                            | 1:08.61  | Daria Chikunova Rússia                                                                | 1:09.02    |
| 200 m braça     | Maria Astashkina Rússia                                                                       | 2:23.06 WJR | Giuila Verona Itàlia                                                                            | 2:25.91  | Layla Black Regne Unit                                                                | 2:27.61    |
| 50 m papallona  | Polina Egorova Rússia                                                                         | 26.82       | Caroline Pilhatsch Àustria                                                                      | 27.18    | Julie Jensen Dinamarca                                                                | 27.19      |
| 100 m papallona | Polina Egorova Rússia                                                                         | 59.36       | Amelia Clynes Regne Unit                                                                        | 1:00.22  | Ilketra Varvara Lebl Grècia · Laura Stephens Regne Unit                               | 1:00.54    |
| 200 m papallona | Julia Mrozinski Alemanya                                                                      | 2:11.19     | Elisa Scrapa Vidal Itàlia                                                                       | 2:12.27  | Boglarka Bonecz Hongria                                                               | 2:12.42    |
| 200 m estils    | Maxime Wolters Alemanya                                                                       | 2:13.37     | Ilaria Cusinato Itàlia                                                                          | 2:13.78  | Abbie Wood Regne Unit                                                                 | 2:14.49    |
| 400 m estils    | Abbie Wood Regne Unit                                                                         | 4:41.97     | Ilaria Cusinato Itàlia                                                                          | 4:44.01  | Anja Crevar Sèrbia                                                                    | 4:45.84 NR |
| 4x100 lliures   | Rússia · Arina Openysheva · Vasilissa Buinaia · Olesia Cherniatina · Mariia Kameneva          | 3:43.63     | Països Baixos · Pien Schravesande · Frederique Janssen · Laura van Engelen · Marrit Steenbergen | 3:44.10  | Regne Unit · Darcy Deakin · Madeleine Crompton · Hannah Featherstone · Georgia Coates | 3:45.80    |
| 4x200 lliures   | Rússia · Anastasiia Kirpichnikova · Arina Openysheva · Olesia Cherniatina · Irina Krivonogova | 8:03.45     | Països Baixos · Laura van Engelen · Frederique Janssen · Marieke Tienstra · Marrit Steenbergen  | 8:04.65  | Regne Unit · Hannah Featherstone · Darcy Deakin · Holly Hibbott · Georgia Coates      | 8:04.84    |
| 4x100 estils    | Rússia · Mariia Kameneva · Maria Astashkina · Polina Egorova · Arina Openysheva               | 4:03.22 WJR | Països Baixos · Iris Jonk · Tes Schouten · Josein Wijhuis · Marrit Steenbergen                  | 4:07.99  | Regne Unit · Rebecca Sherwin · Layla Black · Amelia Clynes · Georgia Coates           | 4:09.10    |

### Mixt
| Event         | Or                                                                               | Or      | Plata                                                                         | Plata   | Bronze                                                                              | Bronze  |
| 4x100 lliures | Rússia · Vladislav Kozlov · Elisei Stepanov · Mariia Kameneva · Arina Openysheva | 3:30.30 | Regne Unit · Duncan Scott · Martyn Walton · Darcy Deakin · Georgia Coates     | 3:32.65 | Alemanya · Alexander Lohmar · Leonie Kullmann · Katrin Gottwald · Konstantin Walter | 3:33.74 |
| 4x100 estils  | Rússia · Mariia Kameneva · Anton Chupkov · Daniil Pakhomov · Arina Openysheva    | 3:49.53 | Regne Unit · Luke Greenbank · Charlie Attwood · Amelia Cyles · Georgia Coates | 3:52.03 | Alemanya · Maxine Wolters · Leo Schmidt · Johannes Tesch · Katrin Gottwald          | 3:54.27 |